# حمله اکتبر ۲۰۱۷ ولسوالی
حمله اکتبر ۲۰۱۷ ولسوالی جنوب افغانستان، در بامداد پنج‌شنبه ۱۹ اکتبر توسط گروه طالبان صورت گرفت؛ که در آن دست کم ۴۳ سرباز کشته و ۹ سرباز زخمی و ۶ سرباز مفقود شدند.

## جزئیات حمله
صبح پنج شنبه حوالی ساعت ۲ و ۵۰ دقیقه به وقت محلی حمله با انفجار انتحاری دو وسیله نقلیه نظامی به سرقت رفته به پایگاه «چمشو» در ولسوالی (شهرستان) میوند در فاصله ۸۰ کیلومتری غرب قندهار شروع شده‌است که بعد از آن با تهاجم مهاجمان با تبادل آتش ادامه پیدا کرده‌است.

## کشته و زخمی
بدنبال این حمله در جنوب افغانستان دست‌کم ۴۳ سرباز کشته، ۹ سرباز زخمی و۶ تن دیگر ناپدید شدند. وزارت دفاع افغانستان اعلام کرد: در این پایگاه نظامی ۶۰ سرباز مستقر بودند که تنها دو تن از آنان از این حمله جان سالم بدر برده‌اند.
در تبادل آتش میان دو طرف، ۱۰ تن از مهاجمان نیز کشته شدند. اجساد کشته شدگان و زخمی‌ها به بیمارستان بزرگترین شهر جنوب افغانستان، قندهار منتقل شده‌اند.

## پیشینه
دو روز گذشته سه شنبه ۱۷ اکتبر ۲۰۱۷ نیز یک حمله به یک مرکز فرماندهی امنیتی افغانستان در پکتیا صورت گرفت که بیش از ۴۲ کشته بجا گذاشت.